# 茴角莖鱂
茴角莖鱂，為輻鰭魚綱鯉齒目鯉齒亞目花鳉科的其中一種，分布於南美洲巴西Parati河、Barra Grande河、São Roque河、Itinguçu河及Taquari河流域，體長可達2.8公分，棲息在氾濫平原，屬雜食性，生活習性不明。

## 擴展閱讀
維基物種上的相關：茴角莖鱂